# Stefan Mross

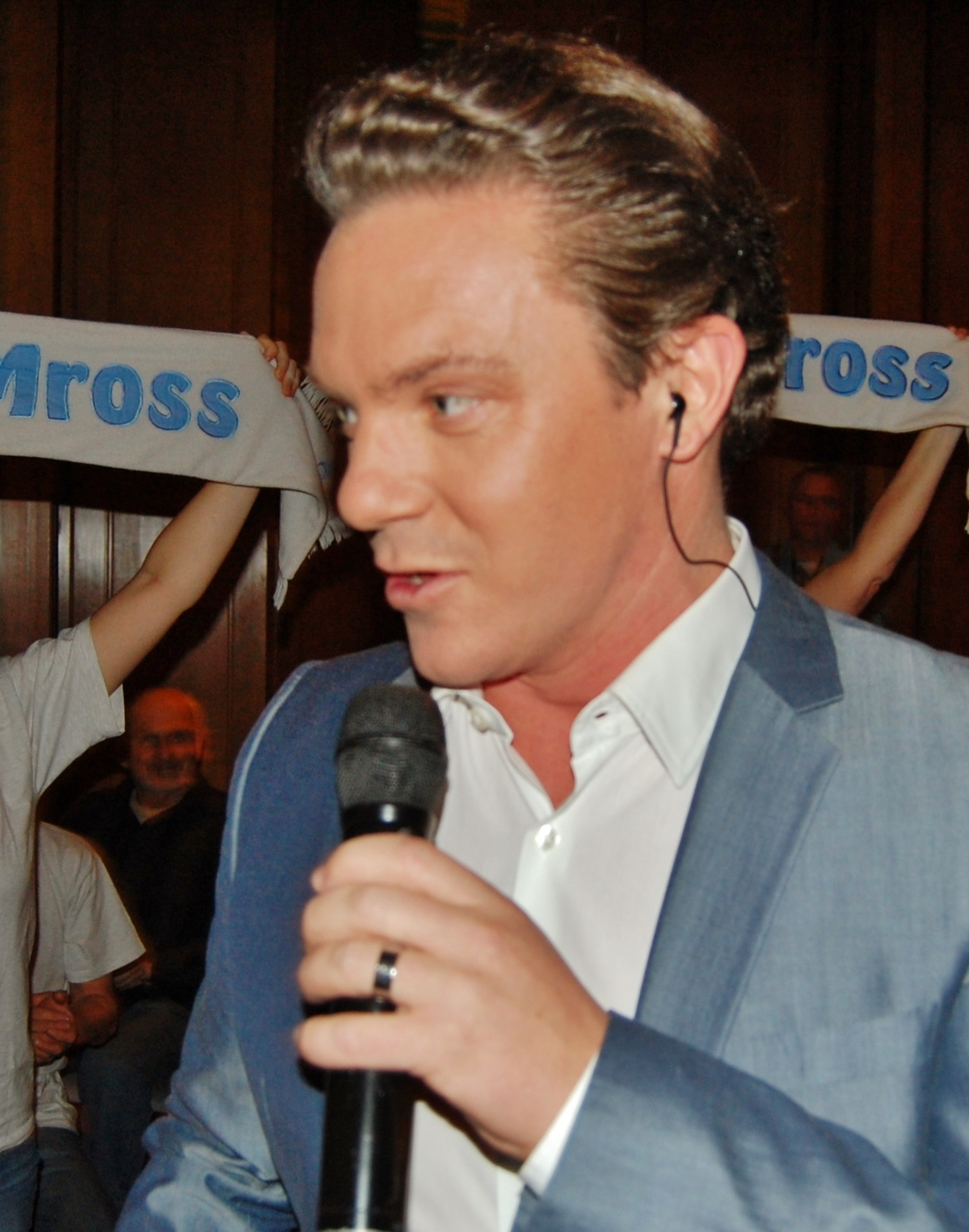
Stefan Mross (2013)

Stefan Mross (* 26. November 1975 in Traunstein, Oberbayern) ist ein deutscher Trompeter, Sänger und Fernsehmoderator. Er ist einer der bekanntesten deutschen volkstümlichen Musiker.

## Karriere
Stefan Mross wurde als 13-Jähriger von Karl Moik auf einer Hochzeit entdeckt. Sein erster Fernsehauftritt war bei Karl Moiks Sendung Wie die Alten sungen. Am 1. Juli 1989 gewann Mross mit dem Titel Heimwehmelodie den Grand Prix der Volksmusik für Österreich.
Mross schloss in seiner Heimatstadt die Hauptschule ab. Er machte die Aufnahmeprüfung für das Salzburger Mozarteum, konzentrierte sich dann jedoch auf seine Musikerkarriere. 1994 nahm Mross für Deutschland beim Grand Prix der Volksmusik teil. Sein Titel Heilige Berge (Montagne sante) erreichte hinter Henry Arland Platz zwei. Einen erneuten zweiten Platz belegte Mross beim Grand Prix der Volksmusik 1995 zusammen mit Stefanie Hertel, als beide für Deutschland den Titel Ein Lied für jeden Sonnenstrahl sangen. 2002 versuchte es Mross für Deutschland nochmals beim Grand Prix der Volksmusik. Sein Titel Angeli delle montagne kam jedoch nicht ins Finale.
Mross ist immer wieder in verschiedenen Fernsehsendungen zu sehen. In den letzten Jahren hat er allerdings nur bei wenigen Anlässen Trompete gespielt. Inzwischen ließ er sich gesanglich ausbilden und singt sowohl solo als auch Duette, früher zusammen mit Hertel. Mit ihr trat er zusammen in Fernsehsendungen und auch regelmäßig auf Tourneen mit anderen Künstlern auf. Im Jahr 2009 feierte Stefan Mross sein 20-jähriges Bühnenjubiläum mit einer großen Deutschland-Tournee ebenfalls mit seiner damaligen Frau.
Seit 2005 moderiert Mross im Sommer die ARD-Sendung (SWR) Immer wieder sonntags live aus dem Europa-Park in Rust. Am 10. August 2014 kollabierte Mross während einer Live-Sendung der Show nach dem Verzehr einer extrascharfen Currywurst und musste die Moderation abbrechen. Für die restliche Sendezeit wurde er von Guido Cantz vertreten.

## Privatleben
Mross war von 2006 bis 2012 mit Stefanie Hertel verheiratet und hat mit ihr eine Tochter (* 2001). Drei Monate nachdem das Paar seine Trennung bekanntgegeben hatte, behauptete Karl Moik in der ZDF-Sendung Markus Lanz vom 6. Dezember 2011, dass die Partnerschaft zwischen seinen ehemaligen Schützlingen Mross und Hertel für die Medien arrangiert worden sei.
Mit der Produktionsassistentin Susanne Schmidt war Mross von 2013 bis 2016 verheiratet. Aus dieser Ehe gingen eine Tochter (* 2013) und ein Sohn (* 2015) hervor. Das Paar lebte bis zur Trennung im Herbst 2016 in Unterwössen, einer Gemeinde im oberbayerischen Landkreis Traunstein.
Ab Dezember 2016 war er mit der Sängerin Anna-Carina Woitschack liiert, die er im Sommer 2016 in seiner Sendung Immer wieder sonntags kennengelernt hatte. In der Sendung Das Adventsfest der 100.000 Lichter machte er ihr am 30. November 2019 einen Heiratsantrag. Am 6. Juni 2020 heirateten beide live im Fernsehen in der Musikshow Schlagerlovestory.2020 mit Moderator Florian Silbereisen als Trauzeugen. Das Paar lebte in Windorf bei Passau. Im November 2022 gab er die Trennung bekannt. Seit März 2023 ist Mross mit Eva Luginger liiert.

## Juristische Auseinandersetzungen

### „Trompeterkrieg“

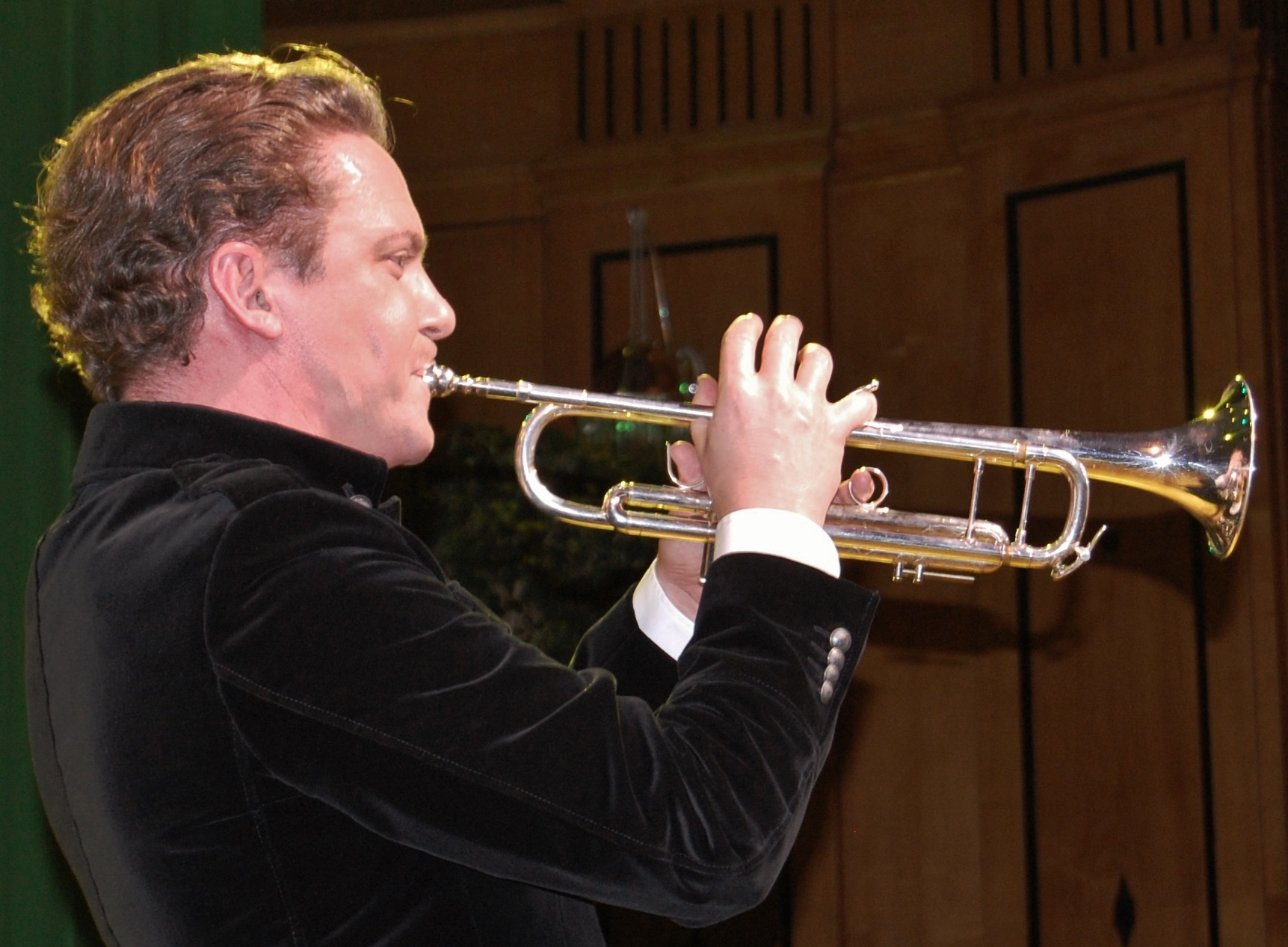
Stefan Mross (2013) mit seiner Trompete

Mehrmals wurde Stefan Mross in der Öffentlichkeit vorgeworfen, dass sein Trompetenspiel vom Band komme. Üblicherweise hört man bei Musiksendungen im Fernsehen eine Studioaufnahme, während die Interpreten beim Auftritt nur scheinbar musizierend am Bildschirm zu sehen sind. Daher ist es nicht immer eindeutig zu entscheiden, ob Mross selbst oder jemand anderes die Trompeteneinspielung vorgenommen hat.
Im sogenannten Trompeterkrieg vor dem Frankfurter Landgericht im Jahr 2002 ging es um Rechte an den Einspielungen des im Mai 2020 verstorbenen Studiotrompeters Alexandre Malempré. Er behauptete, in sechs Stücken auf Mross-CDs vor allem sich selbst zu hören. Mross bestritt dies. Der abmischende Produzent bestätigte die Darstellung des Klägers, war jedoch der Auffassung, dass die Leistungen des Studiomusikers unabhängig vom Grad der Zumischung abgegolten seien. Der Kläger gab an, dass die Einspielungen ausschließlich als Begleitung für die Sängerin Stefanie Hertel vorgenommen wurden, als diese noch nicht mit Mross zusammen in Erscheinung getreten war.
Mross weigerte sich mehrmals, vor Gericht einige seiner Stücke vorzutragen. Malempré und Mross mussten daher die streitgegenständlichen Titel bei Max Sommerhalder als Gutachter einspielen. Dieser sollte die Details der Ausführung analysieren und dem jeweiligen Trompeter zuordnen. Ferner musste Mross einige allgemein gängige Stücke vortragen, u. a. aus Nabucco. In seinem Gerichtsgutachten bezeichnete Sommerhalder Stefan Mross anschließend als „stümperhaften Trompeter“, er sei nicht fähig, eine hochwertige CD zu produzieren. Das Gutachten durfte wegen Befangenheit nicht vor Gericht verwendet werden.  Um sich zu rehabilitieren, blies Mross 2001, begleitet von einem Orchester, im ARD-Musikantenstadl live eine einfache, jedoch fehlerhaft vorgetragene Version von Granada.
Nach neun Jahren einigten sich beide Parteien im Juni 2006 außergerichtlich.

### Täuschung bei Hausverkauf
2016 machte Mross beim Verkauf seines Hauses in Unterwössen, das er mit seiner zweiten Ehefrau bewohnte, die falsche Angabe, es sei ein Haus mit zwei Wohnungen. Tatsächlich war in dem in einem Gewerbegebiet liegenden Haus nur eine kleinere Wohnung erlaubt. Vor dem Landgericht Düsseldorf wurde er wegen „wissentlicher Täuschung“ zu einem Schadenersatz in unbekannter Höhe an das Käuferpaar verurteilt.

### Streit im Hotel
Im März 2023 wurde publik, dass das Amtsgericht Leipzig einen bereits seit November 2022 rechtskräftigen Strafbefehl aufgrund einer von Mross begangenen Körperverletzung und einer versuchten Nötigung gegen diesen erließ. Der Grund dafür war nach Mross’ Angaben eine Auseinandersetzung in einem Leipziger Hotel im Mai 2022. Mross zufolge hatte ihn ein unbekannter Mann im Restaurant des Hotels als „Schlagerfuzzi“ und „Playback-Künstler“ diffamiert. Nachdem der Mann Mross auch noch in den Aufzug und zu seinem Hotelzimmer verfolgt und ihn verächtlich gemacht hätte, habe er ihn in einer Affekthandlung vor seinem Hotelzimmer am Hemdkragen gepackt. Mross muss nun eine Geldstrafe in unbekannter Höhe entrichten. Laut der Bild erhielt Mross zudem einen Eintrag ins Bundeszentralregister.

## Erfolgstitel
- Heimwehmelodie (1989)
- La Pastorella
- Santo Domingo (1989)
- Servus, pfüa Gott und Auf Wiedersehn
- Heilige Berge (Montagne sante) (1994)

## Alben
- 1989: Heimwehmelodie
- 1993: In unserer Hand liegt unsere Erde
- 1994: Sehnsuchtsmelodie
- 1994: Das große Wunschkonzert
- 1994: Weihnachten mit dir (mit Stefanie Hertel)
- 1995: Ein Lied für jeden Sonnenstrahl (mit Stefanie Hertel)
- 1996: Zauber der Trompete
- 1996: Musik ist Trumpf
- 1997: So schön ist Volksmusik
- 1997: Weihnachten: Unser Fest der Liebe
- 1998: Gold
- 1999: Herz an Herz (mit Stefanie Hertel)
- 2000: Mein Wunschkonzert
- 2002: Trompetenzauber
- 2003: Stille Nacht, heilige Nacht (mit Tom Horstmann)
- 2003: Musik fürs Herz
- 2004: Von Herzen alles Gute
- 2006: Immer wieder Stefan
- 2008: Echte Freunde
- 2011: Greif zu
- 2013: Meine beste Zeit
- 2014: 25 Jahre – Das große Jubiläumsalbum
- 2020: Stark wie zwei (mit Anna-Carina Woitschack)

## Fernsehen
- seit 2005: Moderator von Immer wieder sonntags, Das Erste
- 2015–2020: 6 Auftritte bei Wer weiß denn sowas?, Das Erste
- 2018: Teilnehmer bei Die ProSieben Wintergames, ProSieben
- 2019: Gast bei Genial daneben – Das Quiz, Sat.1
- 2020: Teilnehmer bei Die! Herz! Schlag! Show!, ProSieben
- 2022: Teilnehmer bei Grill den Henssler, VOX
- 2024: Teilnehmer bei Schlag den Star, ProSieben
- 2024: Gast bei TV total – Aber mit Gast, ProSieben
- 2025: Teilnehmer bei Eltons 12, RTL

## Filmografie
- 2010: Dahoam is Dahoam (Fernsehserie, 2 Folgen)
- 2014: Schwarz blüht der Enzian (Musikvideo Heino)
- 2014: In aller Freundschaft (Fernsehserie, Folge 669: Weihnachtswunder)
- 2017: Bullyparade – Der Film (Cameo)

## Auszeichnungen
- 2014: smago! Award in der Kategorie „Entertainer des Jahres“